# Bronwen Knox
Bronwen Knox, född 16 april 1986 i Brisbane, är en australisk vattenpolospelare.
Knox har representerat Australien i två OS. Hon gjorde tolv mål i OS-turneringen 2008 där Australien tog brons. I London tog Australien brons på nytt och Knox gjorde fyra mål.
Knox ingick i det australiska laget som tog VM-silver 2007 och var lagkapten i laget som tog VM-silver 2013.